# Русский перевёртыш
«Русский перевёртыш» (англ. Russian reversal) — тип шутки, обычно начинающейся со слов «в Советской России», в которой субъект и объект заявления меняются местами, как правило в рамках некоторого речевого или культурного клише. Например:
В Америке шахматисты играют партию. В Советской России Партия играет шахматистами

## История
Хотя происхождение этой шуточной формы в точности не выяснено, самым ранним примером считается фраза из бродвейского музыкального шоу Коула Портера «Оставь это мне!» (1938) «В Советской России посыльный даёт тебе на чай!» (In Soviet Russia, messenger tips you).
Боб Хоуп использовал эту форму в своём выступлении на вручении кинопремии «Оскар» 1958 года.
В телешоу 1968—1973 годов Laugh-In постоянный персонаж Пётр Росменко («Piotr Rosmenko the Eastern European Man», актёр Арт Джонсон), произносил короткие шутки, примерно такие:
Здесь, в Америке, очень хорошо, все смотрят телевизор. Там, откуда я приехал, телевизор смотрит за вами!
Эта шутка намекает на «телекраны» из романа-антиутопии Джорджа Оруэлла «1984», которые не только воспроизводят изображение, но и следят за гражданами.
Создание такого типа шутки часто приписывают советско-американскому комику Якову Смирнову, хотя он как раз довольно редко использовал русский перевёртыш; например, он снялся в 1985 году в рекламе пива Miller Lite, где сообщал:
В Америке есть много светлого пива и всегда можно найти тусовку (англ. party). В России партия всегда найдёт тебя.